# لیودمیلا گورچنکو
لیودمیلا گورچنکو (روسی: Людмила Марковна Гурченко؛ ۱۲ نوامبر ۱۹۳۵ – ۳۰ مارس ۲۰۱۱) بازیگر و خواننده اهل کشور اتحاد جماهیر شوروی سوسیالیستی بود. او در طول عمرش پنج بار ازدواج کرد که فقط صاحب یک دختر از ازدواج نخستش شد.
از فیلم‌هایی که وی در آن‌ها نقش داشته است، می‌توان به سایه اشاره نمود.

## جوایز
وی همچنین برنده جوایزی همچون جایزه هنرمند مردمی اتحاد جماهیر شوروی شده است.